# Alfarería de agua

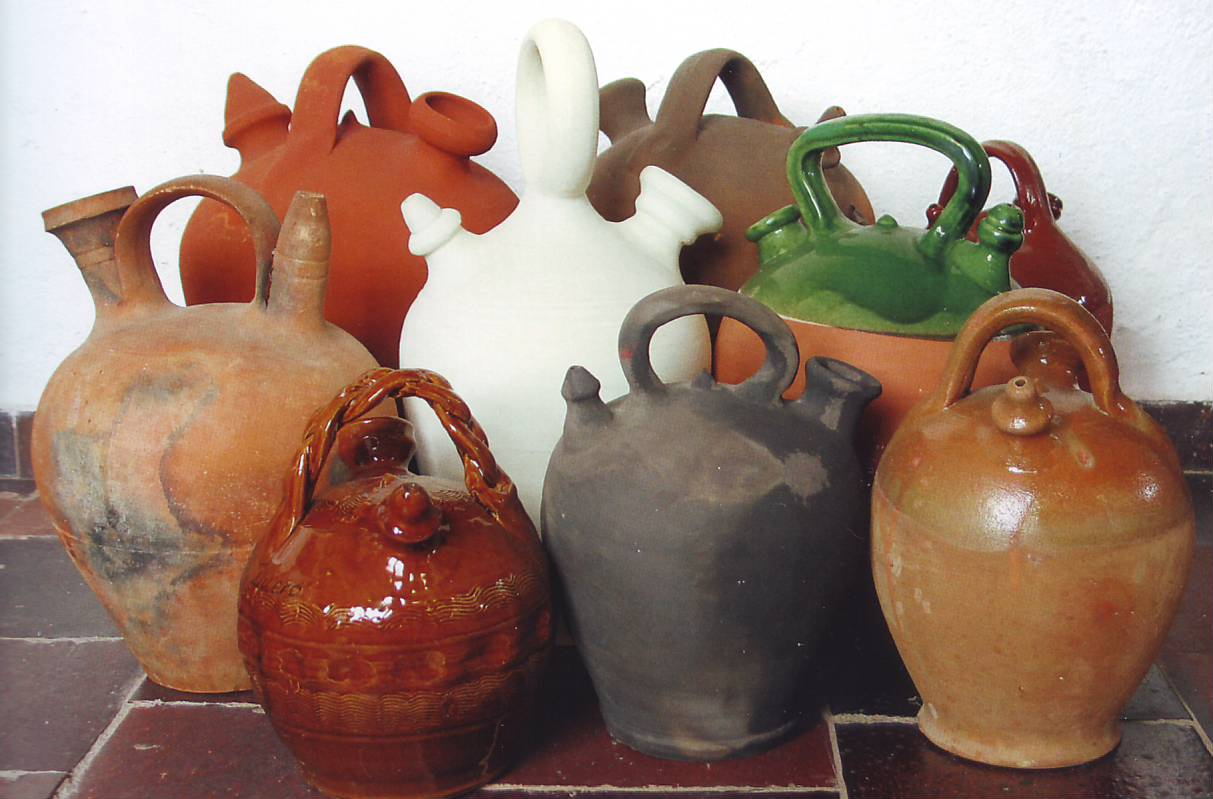
Diversos modelos de botijo en el Museo nacional de cerámica Belmonte-Useros, en Chinchilla de Monte-Aragón.

Alfarería de agua es la denominación específica que reúne el conjunto de objetos de cerámica, bien de basto o vidriada, que se utiliza para el transporte, almacenaje y consumo del agua. Entre las piezas más populares de este capítulo de la cacharrería de barro están: cántaros, cántaras y cantarillas, los botijos, botijas y cantimploras, jarras y jarrones, tallas, barreños y lebrillos.

## De la necesidad al museo
La historia de la alfarería de agua es un capítulo más del desarraigo cultural artesano. Objetos que durante siglos fueron imprescindibles en la vida cotidiana de las diferentes sociedades humanas, pasaron a ser piezas coleccionables por su valor etnográfico o trastos inútiles a pesar de su belleza.
La etnóloga Natacha Seseña explicaba que las razones fundamentales de ese cambio había que buscarlas en el éxodo rural a las ciudades, la mecanización de las labores agrícolas, el uso masivo de nuevos medios de comunicación entre los campesinos y, finalmente, la desaparición de los artesanos del barro. Otro golpe a favor de la comodidad y el progreso, forzosamente necesarios, fue -anota Seseña- la traída de las aguas a los pueblos. Si el agua fluye a nuestro antojo y se conserva perfectamente en las tuberías ya no es necesario almacenarla, así pues ¿para qué tener por medio cántaros y cantarillas? Si ya no hay que quedarse a dormir en el campo porque la motocicleta o la furgoneta o el tractor te llevan a casa, ¿para qué los botijos y botijas camperas? Y habiendo calefacciones de todo tipo y mantas eléctricas ¿qué sentido tienen ya los calienta camas y los "
caloríferos de barro"? Todas estas y otras muchas reflexiones también forman parte del pasado, aunque sólo son aplicables al Occidente socioeconómicamente desarrollado.

## Alfarería de agua en un día de boda
El milagro de las Bodas de Caná es un excelente ejemplo de la rica iconografía que la alfarería de agua ha dejado en la historia de la pintura.

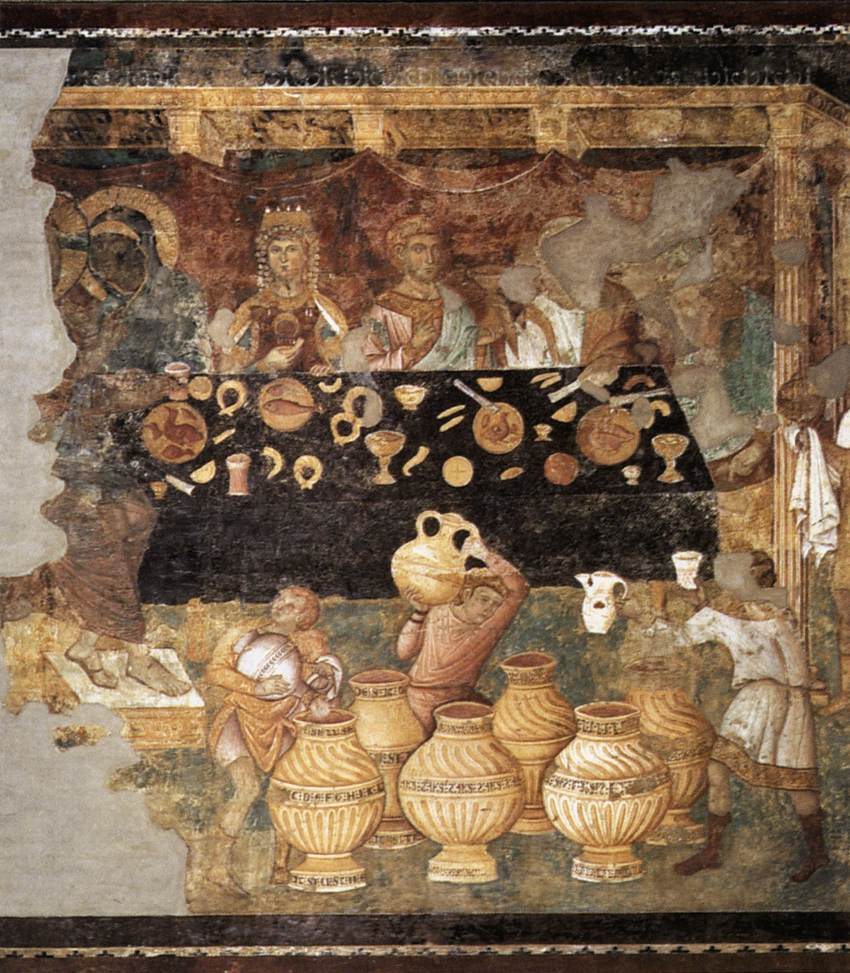
Detalle del fresco de 1290, por Jacopo Torriti, con las bodas de Caná. En la Iglesia Alta de San Francisco, en Asís.
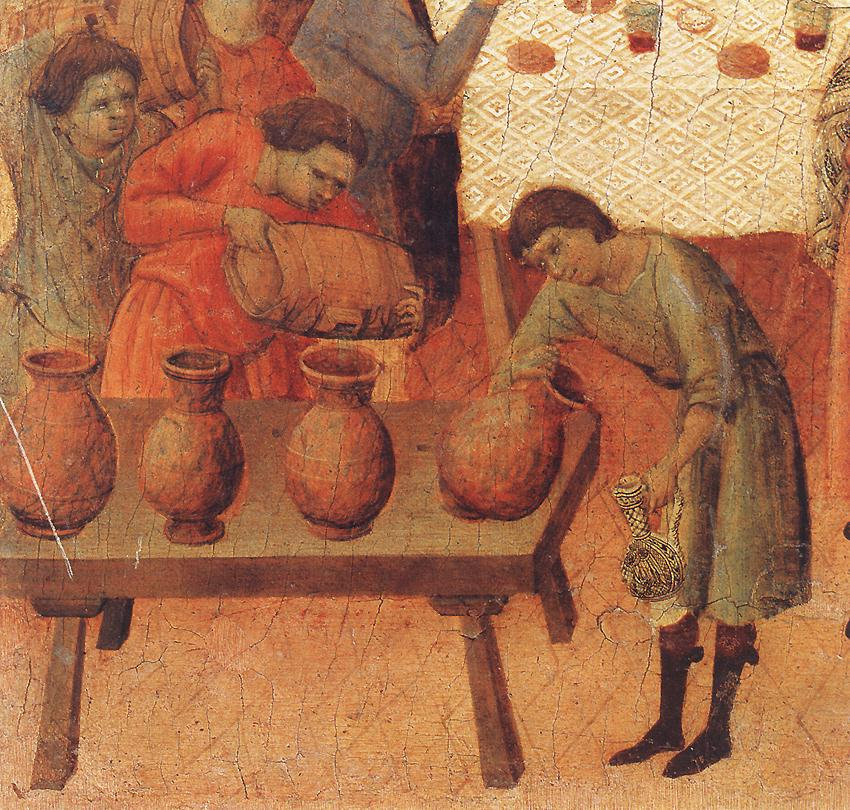
Temple sobre madera, pintado hacia 1308/1311, por Duccio di Buoninsegna.
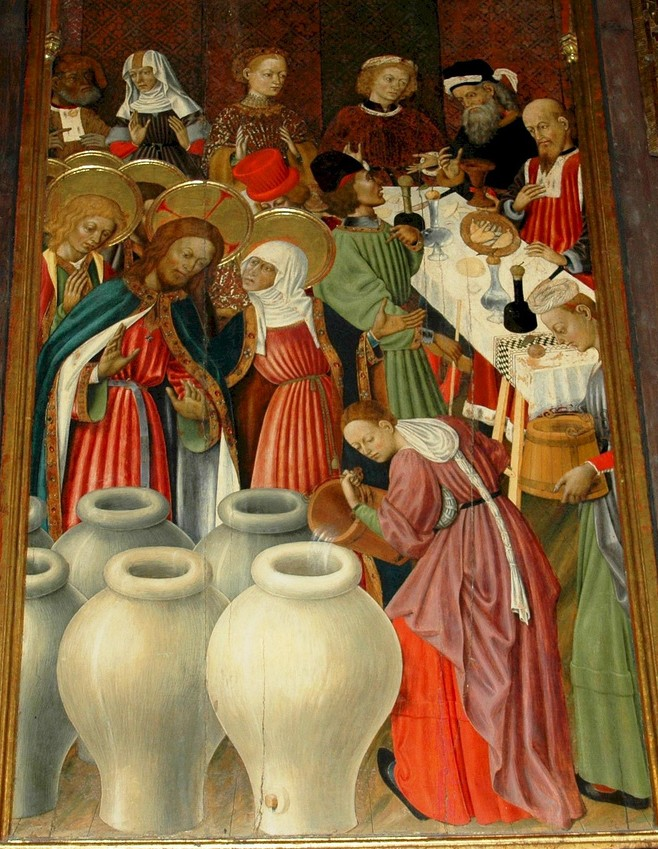
Bodas de Caná de Bernat Martorell, en el retablo de la Transfiguración (1445/1452) de la Catedral de Barcelona.
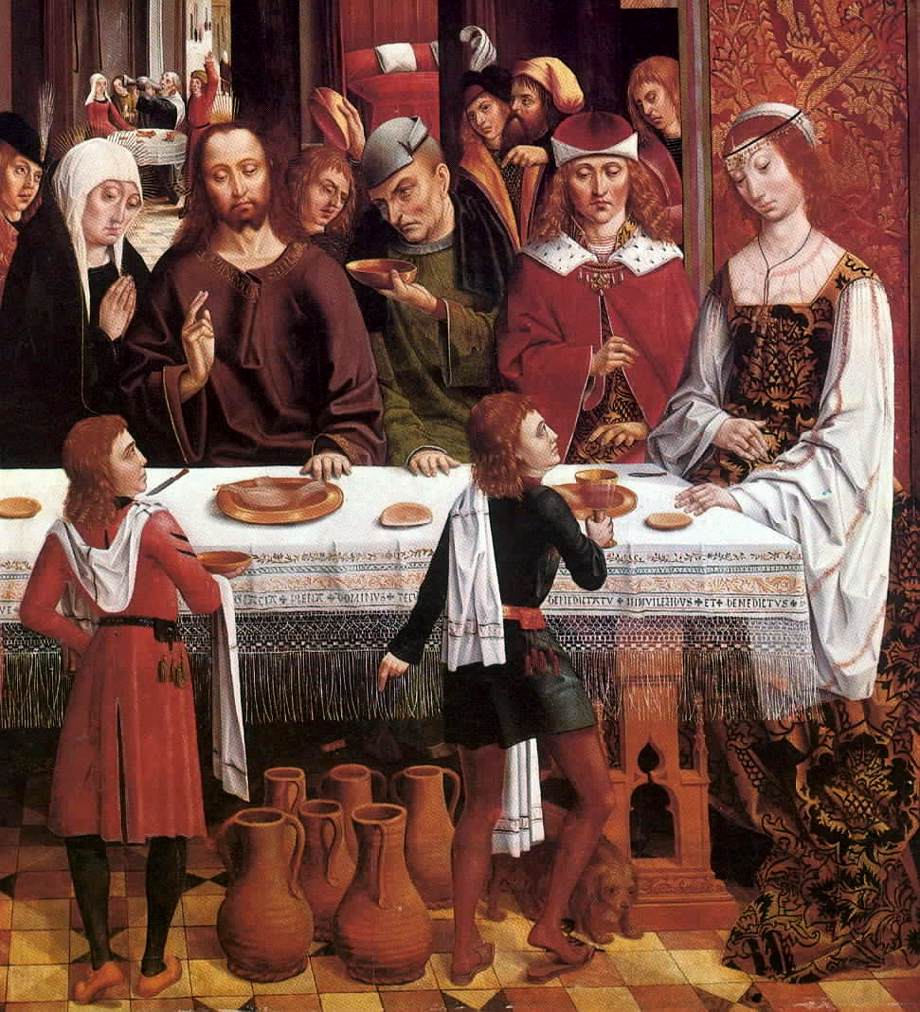
Las bodas de Caná (hacia 1495 y 1497), por el Maestro de los Reyes Católicos, en la Galería Nacional de Arte.
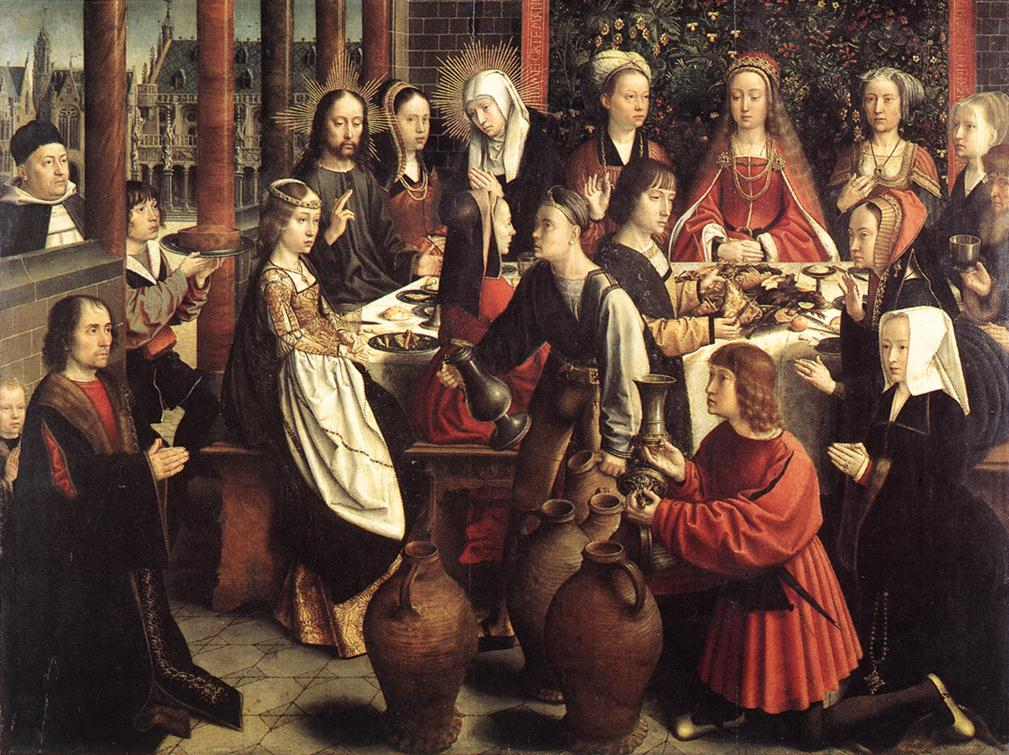
Las bodas de Caná, tabla flamenca (hacia 1500) de Gerard David. En el Museo del Louvre.
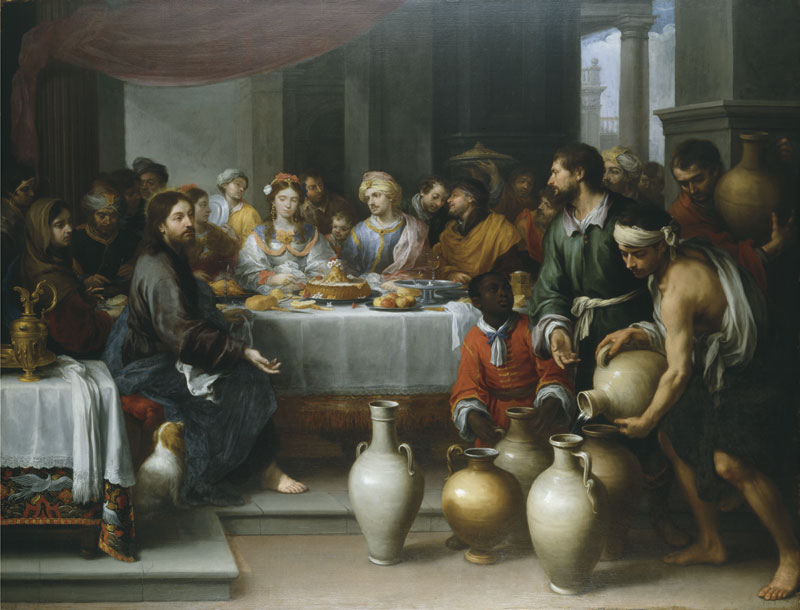
Las bodas de Caná, cuadro de Murillo hacia 1670-1675, en The Barber Institute Birmingham.